# Tobias Malm
Tobias Malm, född 21 januari 1992, är en svensk fotbollsspelare som spelar för Alets IK. Han har tidigare spelat för bland annat Malmö FF, Trelleborgs FF och Landskrona BoIS. 

## Klubbkarriär
Malms moderklubb är Södra Sandby IF, som han lämnade för Malmö FF 2002. Han gjorde sin debut för a-laget i Allsvenskan mot Elfsborg den 24 april 2011. Malm gjorde 2–1 målet i en vänskapsmatch mot AC Milan i augusti 2011. Han blev utsedd till "årets junior" i Malmö 2011.
Under 2012 lånades Malm ut till Trelleborgs FF och under 2013 var han utlånad till Landskrona BoIS. Den 11 mars 2014 lånades Malm ut till Östersunds FK. Lånet gällde hela säsongen 2014 och därefter gick Malms kontrakt med Malmö FF ut. I mars 2015 skrev han på för division 1-klubben Lunds BK.
I februari 2016 värvades Malm av division 1-klubben FC Höllviken. I mars 2017 värvades Malm av Prespa Birlik, där han skrev på ett ettårskontrakt.
Inför säsongen 2018 skrev han ett ettårskontrakt med Tvååkers IF. Inför säsongen 2019 gick Malm till Vinbergs IF. I augusti 2022 gick han till division 4-klubben Alets IK.

## Karriärstatistik
| Klubb                                                 | Säsong            | Inhemsk liga      | Inhemsk liga | Inhemsk liga | Nat. täv. | Nat. täv. | Internat. täv. | Internat. täv. | Totalt | Totalt |
| Klubb                                                 | Säsong            | Serie             | SM           | Mål          | SM        | Mål       | SM             | Mål            | SM     | Mål    |
| ----------------------------------------------------- | ----------------- | ----------------- | ------------ | ------------ | --------- | --------- | -------------- | -------------- | ------ | ------ |
| Malmö FF                                              | 2011              | Allsvenskan       | 6            | 0            | 1         | 0         | 2              | 0              | 9      | 0      |
| Malmö FF                                              | Totalt i klubblag | Totalt i klubblag | 6            | 0            | 1         | 0         | 2              | 0              | 9      | 0      |
| Trelleborgs FF (lån)                                  | 2012              | Superettan        | 23           | 1            | 0         | 0         | 0              | 0              | 23     | 1      |
| Trelleborgs FF (lån)                                  | Totalt i klubblag | Totalt i klubblag | 23           | 1            | 0         | 0         | 0              | 0              | 23     | 1      |
| Landskrona BoIS (lån)                                 | 2013              | Superettan        | 14           | 0            | 2         | 0         | 0              | 0              | 16     | 0      |
| Landskrona BoIS (lån)                                 | Totalt i klubblag | Totalt i klubblag | 14           | 0            | 2         | 0         | 0              | 0              | 16     | 0      |
| Östersunds FK (lån)                                   | 2014              | Superettan        | 13           | 0            | 0         | 0         | 0              | 0              | 13     | 0      |
| Östersunds FK (lån)                                   | Totalt i klubblag | Totalt i klubblag | 13           | 0            | 0         | 0         | 0              | 0              | 13     | 0      |
| Lunds BK                                              | 2015              | Division 1        | 0            | 0            | 0         | 0         | 0              | 0              | 0      | 0      |
| Lunds BK                                              | Totalt i klubblag | Totalt i klubblag | 0            | 0            | 0         | 0         | 0              | 0              | 0      | 0      |
| Antal matcher och mål är korrekt per den 29 mars 2015 |                   |                   |              |              |           |           |                |                |        |        |